# Randy Forbes

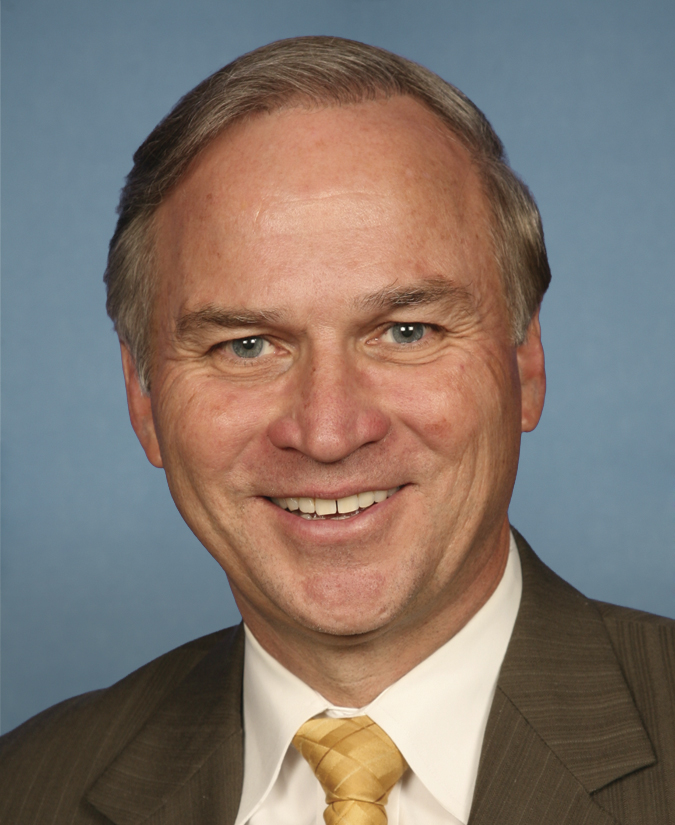
Randy Forbes

James Randy Forbes (* 17. Februar 1952 in Chesapeake, Virginia) ist ein US-amerikanischer Politiker der Republikaner. Von 2001 bis 2017 vertrat er den Bundesstaat Virginia im US-Repräsentantenhaus. Er schied am 3. Januar 2017 aus dem Kongress aus, da er in der parteiinternen Vorwahl für die Wahl im November 2016 unterlegen war.

## Werdegang
Randy Forbes besuchte bis 1974 das Randolph-Macon College in Ashland. Nach einem anschließenden Jurastudium an der University of Virginia in Charlottesville arbeitete er ab seiner Zulassung 1977 als Rechtsanwalt. Gleichzeitig schlug er als Mitglied der Republikanischen Partei eine politische Laufbahn ein. Von 1996 bis 2001 war er regionaler Parteivorsitzender für den Staat Virginia. Zwischen 1989 und 1997 saß er im Abgeordnetenhaus von Virginia; von 1997 bis 2001 gehörte er dem Staatssenat an.
Nach dem Tod des Kongressabgeordneten Norman Sisisky wurde Forbes bei der außerordentlichen Nachwahl für dessen Sitz im vierten Kongresswahlbezirk von Virginia als dessen Nachfolger in das US-Repräsentantenhaus in Washington, D.C. gewählt, wo er am 19. Juni 2001 sein neues Mandat antrat. Da er bei allen bisher folgenden Wahlen – teilweise ohne Gegenkandidat – jeweils wiedergewählt wurde, konnte er bis zum Ablauf der Legislaturperiode des 114. Kongresses am 3. Januar 2017 sein Mandat ausüben. Forbes war Mitglied im Streitkräfteausschuss, im Justizausschuss und im Committee on Education and the Workforce sowie in vier Unterausschüssen. Außerdem gehörte er 14 Caucuses an.
Nachdem die Aufteilung der Kongresswahlkreise in Virginia vom Obersten Gerichtshof des Bundesstaates für nicht rechtmäßig erklärt und sein bisheriger vierter Kongresswahlbezirk für die Wahl im November 2016 so umgestaltet worden war, dass durch die Inkorporierung der vorwiegend linksliberal wählenden Stadt Richmond eine Dominanz der Demokraten zu erwarten war, entschied sich Forbes, nicht wieder in seinem bisherigen Wahlkreis anzutreten, sondern sich der parteiinternen Vorwahl im zweiten Kongresswahlbezirk des Bundesstaates zu bewerben, dessen republikanischer Mandatsinhaber Scott Rigell nicht zur Wiederwahl antrat. Forbes verwies in der Vorwahl für den von militärischen Einrichtungen geprägten vierten Kongresswahlbezirk auf seine politischen Schwerpunkte in Militärangelegenheiten, insbesondere seinen Vorsitz im Unterausschuss für die Marine, womit er Investitionsentscheidungen in den neuen Wahlkreis lenken zu können versprach. Er verlor jedoch gegen seinen parteiinternen Gegenkandidaten, den bisherigen Angehörigen des Abgeordnetenhauses von Virginia, Scott Taylor, einen Veteranen der US Army, der Forbes erfolgreich als Angehörigen des abgehobenen Washingtoner Politikbetriebs und Wahlkreisfremden porträtierte und in diesem Bezirk, der in der Präsidentschaftsvorwahl klar an Donald Trump gegangen war, die allgemeine Stimmung zugunsten von Außenseitern zu nutzen verstand. Durch diese Niederlage konnte Forbes im November 2016 nicht zur Wahl antreten und schied daher am 3. Januar 2017 aus dem Kongress aus.

## Belege
1. ↑  Maggie Severns: Virginia’s Forbes loses GOP House primary after redistricting. In: Politico, 14. Juni 2016 (englisch)
2. ↑  Jenna Portnoy: Rep. Randy Forbes loses congressional seat in new district. In: The Washington Post, 14. Juni 2016 (englisch).

| Personendaten    | Personendaten                            |
| ---------------- | ---------------------------------------- |
| NAME             | Forbes, Randy                            |
| ALTERNATIVNAMEN  | Forbes, James Randy (vollständiger Name) |
| KURZBESCHREIBUNG | US-amerikanischer Politiker              |
| GEBURTSDATUM     | 17. Februar 1952                         |
| GEBURTSORT       | Chesapeake, Virginia                     |